# Pseudophoxinus
Pseudophoxinus es un género de peces de la familia Cyprinidae. La mayor parte de estas especies habitan en el este de la región mediterránea, concretamente en Asia Menor.

## Especies
Incluye las siguientes especies:
- Pseudophoxinus alii Küçük, 2007
- Pseudophoxinus anatolicus (Hankó, 1925)
- Pseudophoxinus antalyae Bogutskaya, 1992
- Pseudophoxinus atropatenus (Derjavin, 1937)
- Pseudophoxinus battalgili Bogutskaya, 1997
- Pseudophoxinus callensis (Guichenot, 1850)
- Pseudophoxinus crassus (Ladiges, 1960)
- Pseudophoxinus drusensis (Pellegrin, 1933)
- Pseudophoxinus egridiri (M. S. Karaman, 1972)
- Pseudophoxinus elizavetae Bogutskaya, Küçük & Atalay, 2006
- Pseudophoxinus evliyae Freyhof & Özuluğ, 2010
- Pseudophoxinus fahrettini Freyhof & Özuluğ, 2010
- Pseudophoxinus firati Bogutskaya, Küçük & Atalay, 2006
- Pseudophoxinus handlirschi (Pietschmann, 1933)
- Pseudophoxinus hasani Krupp, 1992
- Pseudophoxinus hittitorum Freyhof & Özuluğ, 2010[2]
- Pseudophoxinus kervillei (Pellegrin, 1911)
- Pseudophoxinus libani (Lortet, 1883)
- Pseudophoxinus maeandri (Ladiges, 1960)
- Pseudophoxinus maeandricus (Ladiges, 1960)
- Pseudophoxinus ninae Freyhof & Özuluğ, 2006
- Pseudophoxinus punicus (Pellegrin, 1920)
- Pseudophoxinus sojuchbulagi (Abdurakhmanov, 1950)
- Pseudophoxinus syriacus (Lortet, 1883)
- Pseudophoxinus zekayi Bogutskaya, Küçük & Atalay, 2006
- Pseudophoxinus zeregi (Heckel, 1843)

Algunos autores incluyen en este género la especie Telestes beoticus.